# Gerda Mylle
Gerda Mylle (Moorslede, 5 september 1953 - Izegem, 16 juni 2020) was een Belgische politica voor de partij CD&V.

## Levensloop
Mylle studeerde kleuteronderwijs en godsdienstwetenschappen. Ze werkte vanaf het midden van de jaren 1970 als lerares godsdienst in het basisonderwijs. Haar vader was politiek actief en betrokken bij de oprichting van de lokale CVP-afdeling in Moorslede, maar nam nooit deel aan verkiezingen. Ze huwde met Johan D'Artois, die ook in de politiek werkte en kabinetsmedewerker zonder opdrachten was van toenmalig minister André Bourgeois van 1992 tot 1995.
Haar eigen politieke carrière begon ze in Izegem bij de plaatselijke CVP, waarvan ze in 1988 voorzitster werd. Ze nam deel aan de gemeenteraadsverkiezingen en werd vanaf 1989 in de oppositie gemeenteraadslid. Begin 1995 werd ze schepen voor Cultuur in Izegem, wat ze bleef tot in 2006. In 2007 werd Mylle burgemeester van de stad. Ze werd de eerste vrouwelijke burgemeester van Izegem. Bij de verkiezingen van 2012 haalde ze zelf veel voorkeurstemmen, maar haar partij leed een nederlaag en werd naar de oppositie verwezen. Mylle bleef nog gemeenteraadslid van Izegem tot eind 2018. Bij de gemeenteraadsverkiezingen van oktober 2018 raakte ze opnieuw verkozen, maar ze besloot haar mandaat door te geven aan een partijgenoot.
Na de verkiezingen van 2012 werd ze van 2012 tot 2013 provincieraadslid van West-Vlaanderen. In oktober 2013 kwam ze in de Kamer van volksvertegenwoordigers terecht nadat Stefaan De Clerck het parlement verliet. In de provincieraad werd ze vervangen door Bart Wenes.
Bij de wetgevende verkiezingen van 25 mei 2014 stond ze als kandidaat op de zesde plaats van de Kamerlijst maar werd niet verkozen. Van juni 2014 tot aan haar overlijden in juni 2020 was ze voorzitter van Beweging.net Midden en Zuid West-Vlaanderen. Ze volgde Jenny Mestdagh in deze functie op.